# 後藤麻衣 (声優)
後藤 麻衣（ごとう まい、1982年8月22日 - ）は、日本の女性声優。賢プロダクション所属。北海道帯広市出身。千葉県育ち。

## 略歴
1982年8月22日に北海道の十勝支庁（十勝平野）の中心都市である帯広市で誕生。幼少期は千葉県で過ごし、中学時代に北海道に帰郷。
声優以外に漫画家になりたいと思っていた時期もあったという。しかし締め切りを守れない後藤自身に気が付いて断念したという。
声優という仕事に興味を持つきっかけになったのは、小学5年生の時、大好きだった作品『ここはグリーン・ウッド』のラジオ番組『ここはグリーンウッド放送局』をオタクだった母と一緒に聞いたことであった。小学校時代の文集にも「将来の夢：声優」と書いていた。帯広市立帯広第四中学校、帯広北高等学校卒業後、上京して専門学校東京アナウンス学院放送声優科に入学。
2003年、テレビアニメ『金色のガッシュベル!』で声優デビュー。2009年3月にトリトリオフィスから賢プロダクションに移籍した。2013年7月1日　自身が「企画・原案・出演」をした。ドラマCD「勇星戦隊☆ジンレンジャー」を制作した。

## 人物・エピソード
学生時代は合唱部、演劇部に所属していた。
特技・趣味は舞台鑑賞、読書、カラオケ、ゲーム、ハンドメイド、コスメ。漢字検定準2級、秘書検定2級を所持。
自他共に認めるオタクである。作品の性質上、他作品のパロディネタが多いテレビアニメ『乃木坂春香の秘密』では、共演者にパロディの元ネタを教えることがあった。また、イラストが得意で、テレビアニメ『乃木坂春香の秘密』では次回予告のイラストを、アニメ『乃木坂春香の秘密 ぴゅあれっつぁ♪』では第4話・第9話のイラストを担当した。さらに、『乃木坂美夏の麻衣ふぇあれいでぃお! ねくすとっ!!』のコミックマーケット76で販売したCDのパッケージのイラストも担当している。なお、同作品の発祥の声優ユニット「N's」、派生自主活動ユニット「N±」のメンバーでもある。『覇王大系リューナイト』のファンクラブに所属していたことがある。
岩田光央の大ファンで、岩田の握手会に参加した際に自分が声優を目指している事を伝えると、「がんばってくださいね」と励まされたという。
同姓同名のグラビアアイドルが2009年東京都議会議員選挙に出馬した際、両者を混同され、「都議選頑張って」というメッセージをもらったり、所属事務所に取材依頼が来たと自身のブログで明かしている。
主な愛称は「ごまちゃん」。
座右の銘は「勝って驕らず、負けて腐らず」。

## 出演
太字はメインキャラクター。

### テレビアニメ
2003年
- 金色のガッシュベル!（2003年 - 2004年、女の子、子供）

2006年
- 夜明け前より瑠璃色な 〜Crescent Love〜（朝霧麻衣）
- はぴねす!（小日向すもも）

2007年
- ななついろ★ドロップス（ユキちゃん）
- ef - a tale of memories.（2007年 - 2008年、羽山ミズキ / 未来、広野紘〈子供時代〉） - 2シリーズ
- 逮捕しちゃうぞ フルスロットル（女性警官）

2008年
- 乃木坂春香の秘密（2008年 - 2009年、乃木坂美夏、美瑠夏、後藤麻衣） - 2シリーズ
- ケメコデラックス!（小林タマ子）

2009年
- はっけん たいけん だいすき!しまじろう（やっくん）
- ポケットモンスター ダイヤモンド&パール（マリリン）
- けいおん!（生徒〈三浦一子〉）
- 鋼の錬金術師 FULLMETAL ALCHEMIST（2009年 - 2010年、メイ・チャン）
- 真・恋姫†無双（2009年 - 2010年、劉備） - 2シリーズ
- 11eyes（水奈瀬ゆか）

2010年
- れでぃ×ばと!（ピナ＝スフォルムクラン＝エストー）
- 祝福のカンパネラ（リトス・トルティア）
- 聖痕のクェイサー（アスタルテ）

2011年
- カードファイト!! ヴァンガード（トワレ）
- ファイ・ブレイン 神のパズル（2011年 - 2013年、水谷アイリ、男の子） - 3シリーズ
- ましろ色シンフォニー（瓜生桜乃）
- 僕は友達が少ない（女子生徒、女子生徒A）

2012年
- ペルソナ4

2013年
- 天使のどろっぷ（しのぶ）
- 銀の匙 Silver Spoon（2013年 - 2014年、駒場二野、駒場三空、中学女子） - 2シリーズ
- IS 〈インフィニット・ストラトス〉2（チェルシー）
- プピポー!（東礼子）
- 探検ドリランド -1000年の真宝- (2013年 - 2014年、長刀小町スズメ)

2014年
- そにアニ -SUPER SONICO THE ANIMATION-（富士見鈴）
- バディ・コンプレックス（渡瀬翼）
- パックワールド（ジーン）

2016年
- ワガママハイスペック（鳴海兎亜）
- ドラえもん（テレビ朝日版第2期）（女の子）
- 境界のRINNE（ユキナ）
- SHOW BY ROCK!!#（アストリアル）

2018年
- ムヒョとロージーの魔法律相談事務所（ソフィー姉）

2019年
- サークレット・プリンセス（ニーナ・アヴェリン）

### 劇場アニメ
- 金色のガッシュベル!! 101番目の魔物（2004年、女性）
- 私に天使が舞い降りた! プレシャス・フレンズ（2022年、白咲春香）

### OVA
- ワイルド7（2003年）
- はぴねす! アニメ特別編「渡良瀬準の華麗なる一日」（2007年、小日向すもも）※PS2ゲーム「はぴねす! でらっくす」初回限定版同梱特典
- AIKa R-16:VIRGIN MISSION（2007年、キョーコ）
- よつのは（2008年、天地祭）
- 異世界の聖機師物語（2009年、ドール）
- 灼眼のシャナS（2009年、尾崎夕紀乃）
- 真・恋姫†無双（2010年 - 2011年、劉備） - 3作品
- 祝福のカンパネラOVA（2011年、リトス・トルティア）
- 乃木坂春香の秘密 ふぃな〜れ♪（2012年、乃木坂美夏）

### ゲーム
2005年
- 押忍!闘え!応援団（雨宮沙耶花）

2006年
- 夜明け前より瑠璃色な -Brighter than dawning blue-（朝霧麻衣）

2007年
- ななついろ★ドロップス pure!!（ユキちゃん、秋姫カリン）
- はぴねす! でらっくす（小日向すもも）
- 燃えろ!熱血リズム魂 押忍!闘え!応援団2（雨宮沙耶花）

2008年
- Sugar+Spice! 〜あのこのステキな何もかも〜（南条寺夢路）
- 乃木坂春香の秘密（2008年 - 2010年、乃木坂美夏） - 2作品

2009年
- いつでもプリクラ☆キラデコプレミアム（音声ガイド）
- 11eyes CrossOver（水奈瀬ゆか）
- eden*（塔野真夜）
- ケメコデラックス!DS 〜ヨメとメカと男と女〜（小林タマ子）
- タイムリープ（東雲こもも）
- 電撃学園RPG Cross of Venus（乃木坂美夏）
- narcissu 3rd -Die Dritte welt-（チサト）
- 鋼の錬金術師 FULLMETAL ALCHEMIST 黄昏の少女（メイ・チャン）
- Really? Really! 〜リアリアDS（八重桜）

2010年
- アルトネリコ3 世界終焉の引鉄は少女の詩が弾く（咲）
- ef - a fairy tale of the two.（羽山ミズキ）
- 祝福のカンパネラ Portable（リトス・トルティア）
- ティンクル☆くるせいだーすGoGo!（パッキー）
- 天神乱漫 Happy Go Lucky!!（千歳佐奈）
- 武装神姫 BATTLE RONDO（和風箸型MMS こひる）
- ブレイズ・ユニオン（エレナ）

2011年
- 水月 弐（藤見原和）
- ましろ色シンフォニー *mutsu-no-hana（瓜生桜乃）
- メイド☆ぱらだいす 〜目指せ!メイドナンバーワン!〜（結城小春）

2012年
- ジェネレーション オブ カオス6（ドミニク）
- 水平線まで何マイル? -ORIGINAL FLIGHT-（花見麻里矢）
- 舞華蒼魔鏡（レミリア・スカーレット）
- 嫁コレ（瓜生桜乃）

2013年
- クロストライブ（月館日羽）

2014年
- 限界凸記 モエロクロニクル（モカ）
- ソニプロ（富士見鈴）
- ハーレム天国だと思ったらヤンデレ地獄だった。（有末陽佳）

2015年
- かんぱに☆ガールズ

2016年
- 乙女理論とその周辺 -Bon Voyage-（メリル・リンチ）
- Strawberry Nauts -ストロベリーノーツ-（日和橙子）

2017年
- ワガママハイスペック（鳴海兎亜）

2018年
- アズールレーン（2018年 - 2020年、ル・テメレール、ルピニャート）
- カタハネ ―An' call Belle―（アンジェリナ・ロッカ、クリスティナ・ドルン）

2019年
- ポケモンマスターズ / EX（2019年 - 2023年、ツツジ）

2022年
- 鋼の錬金術師 MOBILE（メイ・チャン）

2023年
- モンスターストライク（メイ・チャン）

### パチンコ
- CR恋姫†夢想 乙女、入り乱れるのこと!（2014年、劉備）
- CR恋姫†夢想（2017年、劉備）

### CD

#### ドラマCD
- 幼なじみはオトコの娘〜茜の場合〜（西園寺茜）
- サナリカおはなしCD（小さい魔女）
- 絶対彼氏。フィギュアなDARLING（女子高生）
- ななついろ★ドロップス Pure!! ドラマCD 「あるなつやすみのいちにち」（ユキちゃん）
- ななついろ★ドロップスすぺしゃるCD1
- 乃木坂春香の秘密（乃木坂美夏）
- バカとテストと召喚獣 ドラマCD vol.2（女子生徒）
- はぴねす! ドラマCD 「雪のバレンタインデー」（小日向すもも）
- ひぐらしのなく頃に
- ましろ色シンフォニー オリジナルドラマシリーズ（瓜生桜乃）
- めくるめく（貧乏神）
- 夜明け前より瑠璃色な Crescent Love Vol.1・2（朝霧麻衣）
- よつのは 〜雪が溶けきる、その前に〜（天地祭）
- ユリア100式（ユリア108式）
- 楽園のうた 第1・2巻（笹本梨夢（妹））
- 令嬢探偵（和泉桜子）
- れでぃ×ばと!（ピナ=スフォルムクラン=エストー）
- 黒子のバスケ（迷子の子供）
- 勇星戦隊☆ジンレンジャー（黄埜瑠奈）

#### 音楽CD
- はぴねす! Vocal Collection（小日向すもも）
- はぴねす!でらっくす キャラクターエンディングコレクション Vol.IV 小日向すもも
- 夜明け前より瑠璃色な -Brighter than dawning blue- 音楽集 Terra Passport（朝霧麻衣）
- 乃木坂春香の秘密キャラクターソング2（乃木坂美夏）
- ef - a tale of melodies. ENDING THEME 〜Fermata by Mizuki Hayama（羽山ミズキ）
- ef - a tale of melodies. ORIGINAL SOUNDTRACK 2 〜felice〜（羽山ミズキ）
- ましろ色シンフォニー オリジナルドラマシリーズ サウンドポートレート（瓜生桜乃）

### ラジオ
※はインターネット配信。
- ななついろ★RADIO!（2007年 - 2008年、メディアワークス※・超!放送局※）
- 乃木坂美夏の麻衣ふぇあれいでぃお!（2008年 - 2009年、TVアニメ公式サイト※）
- 祝福のカンパネらじお（2008年 - 2009年、HOBiRECORDS※・音泉※）
- 乃木坂美夏の麻衣ふぇあれいでぃお! ねくすとっ!!（2009年 - 2010年、TVアニメ公式サイト※）
- 麻衣と茉莉也のらじ×ばと!（2009年 - 2010年、TVアニメ公式サイト※）
- 真・ラジオ恋姫†無双 〜○△×○△×○△×のこと〜（2009年 - 2010年、音泉※）
- あゆごま82Cafe（2010年 - 2012年、賢プロダクション公式サイト※）
- RADiO ティンクル☆くるせいだーすGoGo Go!（2010年、ゲーム公式サイト※）
- ういんどみるPresents ウィッチズガーデンのラジオです。（2012年 - 2013年）
- ワガママハイスペックRADIO（2016年、音泉※）

### ラジオドラマ
- 乃木坂春香の秘密（乃木坂美夏）（電撃大賞：2007年10月27日〜全4回）
- 師匠シリーズ（依頼人、みかっち）（言霊堂：2024年[28] - 2025年[29]）

### CMナレーション
- NTT東日本サービスセンター
- コミックZERO-SUM
- T-emo
- コミックマーケット上映「乃木坂春香の秘密」（2008年8月）
- 株式会社マベリカ　「coreblo-CMS」

### 舞台
- なば缶「ホエン・アイ・ゲット・ホーム」（2011年5月31日-6月5日、新宿シアターモリエール）
- GKDNプロデュース「ナイト・オブ・ザ・リビングヒーロー」（2012年8月24日-26日、space107）
- なば缶二本目「フェアリーティルアレゴリー」（2013年3月5日-3月10日、中目黒キンケロシアター）

### シリーズ一覧
1. ↑  第1期（2007年）、第2期『a tale of melodies.』（2008年）
2. ↑  第1期（2008年）、第2期『ぴゅあれっつぁ♪』（2009年）
3. ↑  第1期（2009年）、第2期『乙女大乱』（2010年）
4. ↑  第1シリーズ（2011年 - 2012年）、第2シリーズ（2012年）、第3シリーズ（2013年 - 2014年）
5. ↑  第1期（2013年）、第2期（2014年）